# Martin Braithwaite
Martin Braithwaite Christensen (Esbjerg, Dinamarca, 5 de juny del 1991) és un jugador de futbol professional danès que juga com a davanter al Grêmio Foot-Ball Porto Alegrense i a la selecció de futbol de Dinamarca.

## Carrera esportiva

### Toulouse
El 14 d'agost de 2013, quan encara era de viatge en un compromís internacional amistós de la selecció danesa contra Polònia, el mitjà danès DR va anunciar que Braithwaite havia estat venut al club francès Toulouse FC a canvi d'uns 15 milions de corones (uns dos milions d'euros). Braithwaite va jugar el partit de titular, i va marcar el segon gol danès.

### Middlesbrough
El 13 de juliol de 2017, Braithwaite signà contracte per quatre anys amb el Middlesbrough FC de l'EFL Championship, amb un traspàs al voltant dels 9 milions de lliures. Inicialment sota la direcció de Garry Monk, fou el tercer fitxatge del club aquella temporada, després de Jonny Howson i de Cyrus Christie.
Braithwaite va debutar en lliga amb el club el 5 d'agost del 2017 al Molineux Stadium, en un partit en què el Middlesbrough fou derrotat per 1–0 pel Wolverhampton Wanderers FC. Va marcar el primer gol el 30 de setembre de 2017, en un empat 2–2 contra el Brentford FC al Riverside Stadium.
Braithwaite fou cedit al FC Girondins de Bordeaux el 31 de gener de 2018 per la resta de la temporada. Va tornar al Middlesbrough per la temporada 2018–19, però tot i que va començar la temporada amb el Middlesbrough, de seguida va manifestar la seva voluntat de deixar el club per marxar a Espanya, cosa que va sorprendre el seu entrenador, Tony Pulis. Després que no pogués deixar el club l'estiu del 2018, Braithwaite va jugar la primera mitja part de la temporada amb el Middlesbrough, durant la qual va marcar tres gols en 18 partits.

### Leganés
Braithwaite va arribar al CD Leganés cedit, al començament de 2019, en el mercat d'hivern.
Va debutar en lliga amb el club el 12 de gener, en una victòria per 1–0 contra la SD Huesca, en què va entrar al camp substituint Guido Carrillo per jugar els darrers 26 minuts, i va marcar el seu primer gol quatre dies després, en una victòria per 1–0 a casa contra el Reial Madrid en Copa del Rei.
Braithwaite va marcar el seu primer gol en lliga en una derrota per 1–3 contra el FC Barcelona el 20 de gener de 2019, i va acabar la temporada amb quatre gols en 19 partits de lliga. El 24 de juliol va signar contracte per quatre anys amb els Pepineros i va esdevenir el segon fitxatge més car del CD Leganés quan el club madrileny va comprar-lo per 5 milions d'euros al Middlesbrough FC anglès.

### FC Barcelona
El Futbol Club Barcelona el va fitxar el febrer del 2020 pagant els 18 milions de la seva clàusula de rescissió. L'equip culer havia rebut un permís especial per a fitxar-lo fora de la finestra de traspassos a causa de la lesió de llarga durada d'Ousmane Dembélé. Va debutar amb els blaugranes el 22 de febrer en partit de lliga contra la SD Eibar, en què sortí a la segona part substituint Antoine Griezmann al minut 72, i participà en els dos darrers gols de l'equip, que guanyà per 5 a zero; esdevingué així el cinquè danès en jugar un partit oficial amb els blaugrana, després d'Allan Simonsen, Michael Laudrup, Thomas Christiansen i Ronnie Ekelund. Va jugar el seu primer partit com a titular el 7 de març contra la Reial Societat al Camp Nou, partit que acabà en victòria per 1-0 pel Barça, i on Braithwaite va tenir una bona actuació i fou ovacionat per l'afició quan va ser substituït per Junior Firpo al minut 88.
El seu primer gol va arribar el 13 de juny, en el primer partit després de l'aturada causada per la Pandèmia pel Covid-19, en el duel que enfrontava el Barça amb el Mallorca, que els culers van acabar guanyant per 0-4.
El 24 de novembre de 2020, Braithwaite va marcar els seus primers dos gols a la Champions League en una victòria per 0-4 a fora contra l'FC Dinamo de Kíev, en un partit en què a més va donar una assistència. El 29 de novembre va tornar a marcar en el triomf del Barça per 4-0 contra el CA Osasuna. Va marcar per tercer partit consecutiu contra el Ferencváros a Champions, el 0-2 del partit, i també va provocar-hi el penal que acabaria en el 0-3 d'Ousmane Dembélé.
El 15 d'agost de 2021, en el primer partit de la lliga 2021-22 al Camp Nou contra la Reial Societat, en què va jugar com a titular, va fer un doblet, i va donar una assistència de gol a Sergi Roberto.
El dia 1 de setembre de 2022 es va anunciar la rescissió del contracte de Braithwaite amb el Barça.

### Espanyol
L'1 de setembre de 2022, Braithwaite va signar un contracte de tres anys amb l'RCD Espanyol com a agent lliure. El 4 de setembre, va marcar un gol en el seu debut en una victòria a domicili per 1-0 contra l'Athletic Club. Després del descens del club de la la temporada 2022-23, Braithwaite va abandonar la pretemporada del club a Marbella sense cap avís a causa dels seus desitjos de no jugar a la Segona Divisió i possiblement considerar la seva retirada. Mentre s'estudiaven mesures disciplinàries, l'Espanyol va oferir el davanter al CA Osasuna amb un potencial intercanvi per Kike García. Els representants de Braithwaite van presentar ofertes als clubs de la Ligue 1 RC Lens i FC Metz, però foren rebutjats per no complir les seves condicions. Finalment es va mantenir al club, marcant 22 gols a la temporada 2023–24, i quedant així com a màxim golejador de la segona divisió. Va deixar l'Espanyol el 15 de juliol de 2024 després d'executar una clàusula contractual per rescindir el seu contracte de manera unilateral.

## Palmarès
Esbjerg fB
- 1 Copa danesa: 2012-13
- 1 Segona divisió danesa: 2011-12

FC Barcelona
- 1 Copa del Rei: 2020–21[35]

## Estadístiques
| Club                            | Div.          | Temporada     | Lliga | Lliga | Copes nacionals | Copes nacionals | Copes internacionals(2) | Copes internacionals(2) | Total | Total |
| Club                            | Div.          | Temporada     | Part. | Gols  | Part.           | Gols            | Part.                   | Gols                    | Part. | Gols  |
| ------------------------------- | ------------- | ------------- | ----- | ----- | --------------- | --------------- | ----------------------- | ----------------------- | ----- | ----- |
| Esbjerg fB Dinamarca            | 1a            | 2009-10       | 10    | 0     | 0               | 0               | —                       | —                       | 10    | 0     |
| Esbjerg fB Dinamarca            | 1a            | 2010-11       | 16    | 0     | 2               | 0               | —                       | —                       | 18    | 0     |
| Esbjerg fB Dinamarca            | 2.ª           | 2011-12       | 26    | 5     | 1               | 0               | —                       | —                       | 27    | 5     |
| Esbjerg fB Dinamarca            | 1a            | 2012-13       | 33    | 9     | 5               | 2               | —                       | —                       | 38    | 11    |
| Esbjerg fB Dinamarca            | 1a            | 2013-14       | 4     | 3     | 0               | 0               | —                       | —                       | 4     | 3     |
| Esbjerg fB Dinamarca            | Total club    | Total club    | 89    | 17    | 8               | 2               | 0                       | 0                       | 97    | 19    |
| Toulouse F. C. França           | 1a            | 2013-14       | 32    | 7     | 4               | 1               | —                       | —                       | 36    | 8     |
| Toulouse F. C. França           | 1a            | 2014-15       | 34    | 6     | 2               | 0               | —                       | —                       | 36    | 6     |
| Toulouse F. C. França           | 1a            | 2015-16       | 36    | 11    | 5               | 3               | —                       | —                       | 40    | 14    |
| Toulouse F. C. França           | 1a            | 2016-17       | 34    | 11    | 2               | 1               | —                       | —                       | 36    | 12    |
| Toulouse F. C. França           | Total club    | Total club    | 136   | 35    | 13              | 5               | 0                       | 0                       | 149   | 40    |
| Middlesbrough F. C. Anglaterra  | 2.ª           | 2017-18       | 19    | 5     | 2               | 1               | —                       | —                       | 21    | 6     |
| FC Girondins de Bordeaux França | 1a            | 2017-18       | 14    | 4     | 0               | 0               | —                       | —                       | 14    | 4     |
| FC Girondins de Bordeaux França | Total club    | Total club    | 14    | 4     | 0               | 0               | 0                       | 0                       | 14    | 4     |
| Middlesbrough F. C. Anglaterra  | 2.ª           | 2018-19       | 17    | 3     | 2               | 0               | —                       | —                       | 19    | 3     |
| Middlesbrough F. C. Anglaterra  | Total club    | Total club    | 36    | 8     | 4               | 1               | 0                       | 0                       | 40    | 9     |
| C. D. Leganés Espanya           | 1a            | 2018-19       | 19    | 4     | 2               | 1               | —                       | —                       | 21    | 5     |
| C. D. Leganés Espanya           | 1a            | 2019-20       | 24    | 6     | 3               | 2               | —                       | —                       | 27    | 8     |
| C. D. Leganés Espanya           | Total club    | Total club    | 43    | 10    | 5               | 3               | 0                       | 0                       | 48    | 13    |
| F. C. Barcelona Espanya         | 1a            | 2019-20       | 11    | 1     | 0               | 0               | 0                       | 0                       | 11    | 1     |
| F. C. Barcelona Espanya         | 1a            | 2020-21       | 29    | 2     | 7               | 2               | 6                       | 3                       | 42    | 7     |
| F. C. Barcelona Espanya         | 1a            | 2021-22       | 3     | 2     | 0               | 0               | 0                       | 0                       | 3     | 2     |
| F. C. Barcelona Espanya         | Total club    | Total club    | 43    | 5     | 7               | 2               | 6                       | 3                       | 56    | 10    |
| Total carrera                   | Total carrera | Total carrera | 361   | 79    | 37              | 13              | 6                       | 3                       | 404   | 95    |